# Coefficient de couplage électromécanique
Les coefficients de couplage électromécanique interviennent dans la physique des matériaux piézoélectriques. Ce sont des coefficients sans dimension dont la valeur est comprise entre 0 et 1 (elle peut aussi être exprimée en pourcents). Ils peuvent être vus comme une sorte de rendement : plus le coefficient s'approche de un, mieux le matériau convertit l'énergie électrique en énergie mécanique et inversement. Ces coefficients sont donc une caractéristique importante des matériaux piézoélectriques.

## Définitions
Dans ce qui suit, on utilisera les notations standard. On notera notamment :
- {\displaystyle E_{i}} et {\displaystyle D_{i}} le champ électrique et le déplacement électrique respectivement ;
- {\displaystyle \epsilon _{ij}} le tenseur de permittivité diélectrique ;
- {\displaystyle T_{\alpha }} et {\displaystyle S_{\alpha }} le tenseur des contraintes et le tenseur des déformations respectivement ;
- {\displaystyle c_{\alpha \beta }} et {\displaystyle s_{\alpha \beta }} les tenseurs de rigidité et de complaisance respectivement.

### À partir d'un cycle quasi statique
On peut définir le coefficient de couplage en considérant le cycle thermodynamique suivant. L'échantillon est préparé sous forme d'une plaquette sur laquelle on a déposé des électrodes sur deux faces opposées. La direction normale à la plaquette est noté 3 par commodité.
- Dans un premier temps, on place l'échantillon en conditions de court-circuit en connectant ses deux faces. Ceci permet d'assurer que le champ électrique aux bornes de l'échantillon reste nul. Puis on lui applique une contrainte de compression dans la direction 3 notée {\displaystyle -T_{3}}. On laisse par ailleurs l'échantillon mécaniquement libre, de sorte que {\displaystyle -T_{3}} est la seule contrainte non nulle.
- On place ensuite l'échantillon en circuit ouvert, puis on relâche la force de compression. Lorsque la contrainte revient à zéro, l'échantillon ne revient pas dans l'état initial mais conserve une certaine déformation.
- Pour compléter le cycle, on connecte l'échantillon, qui forme maintenant un condensateur chargé, à une charge électrique idéale. En se déchargeant, l'échantillon revient à son état initial non déformé.

Le coefficient de couplage {\displaystyle k_{33}} peut alors être défini comme le rapport de l'énergie électrique fournie sur l'énergie élastique totale emmagasinée. Le calcul montre alors que :
{\displaystyle k_{33}^{2}={\frac {s_{33}^{E}-s_{33}^{D}}{s_{33}^{E}}}={\frac {d_{33}^{2}}{\epsilon _{33}^{T}\,s_{33}^{E}}}}

### Expression des principaux coefficients
Le tableau ci-dessous reprend les expressions des principaux coefficients de couplage, d'après les standards de la piézoélectricité.
| Expression                                                                          | Conditions aux limites élastiques                     |
| ----------------------------------------------------------------------------------- | ----------------------------------------------------- |
| {\displaystyle k_{31}={\frac {d_{31}}{\sqrt {\epsilon _{33}^{T}\,s_{11}^{E}}}}}     | Contraintes toutes nulles sauf {\displaystyle T_{1}}  |
| {\displaystyle k_{33}^{l}={\frac {d_{33}}{\sqrt {\epsilon _{33}^{T}\,s_{33}^{E}}}}} | Contraintes toutes nulles sauf {\displaystyle T_{3}}  |
| {\displaystyle k_{31}^{t}={\frac {e_{33}}{\sqrt {\epsilon _{33}^{S}\,s_{33}^{D}}}}} | Déformations toutes nulles sauf {\displaystyle S_{3}} |

## Mesures des coefficients de couplage
Les coefficients de couplage électromécanique sont mesurés par la méthode de résonance-antirésonance qui consiste à faire une mesure de l'impédance électrique d'un échantillon. Si l'échantillon est taillé avec des dimensions adaptées, son spectre d'impédance fait apparaître un minimum et un maximum à des fréquences dites de résonance et d'antirésonance. Le coefficient de couplage pour le mode correspondant se calcule directement à partir de ces deux fréquences.

## Valeurs pour quelques matériaux
| Matériau    | Forme     | {\displaystyle k_{33}} (%) |
| ----------- | --------- | -------------------------- |
| Quartz      | cristal   | 10                         |
| BaTiO3      | céramique | 52                         |
| PZT (45/55) | céramique | 60                         |
| LiNbO3      | cristal   | 17                         |